# دانشگاه زاید
دانشگاه زاید (انگلیسی: Zayed University) در سال ۱۹۹۸ توسط دولت امارات متحده عربی به عنوان سومین دانشگاه تحصیلات عالی بازگشائی شد؛ که به افتخار نام زاید بن سلطان آل نهیان دانشگاه زاید نامیده شد.
این دانشگاه هیچ رتبهٔ جهانی ای ندارد.

## مدل برنامه دانشگاهی
دانشگاه زاید یک مدل برنامه تحصیلی مبتنی بر نتایج را اتخاذ کرده است . برنامه ها مبتنی بر نتایج هستند و با در نظر گرفتن نتایج یادگیری دانشگاه زاید طراحی شده اند .

## مدل برنامه تحصیلی
مدلها توسط مشاوران استخدام شده آمریکایی به عنوان ابزاری برای توسعه نتایج لازم جهت آماده‌سازی دانش آموزان برای جهان واقعی طراحی شدند .